# Marcel Mahouvé
Marcel Mahouvé (* 16. Januar 1973 in Douala, Kamerun) ist ein ehemaliger kamerunischer Fußballspieler.

## Karriere
Er bestritt 19 Länderspiele für die Kamerunische Fußballnationalmannschaft und war Teilnehmer der Fußball-WM 1998 in Frankreich. Dort schied man aber unglücklich in der Vorrunde aus und verpasste das Achtelfinale um nur einen Punkt. 2000 gewann er dann mit der Auswahl den Afrika-Cup. Von 2005 bis 2006 spielte der Mittelfeldspieler acht Partien für den damaligen Zweitligisten 1. FC Saarbrücken und stieg mit diesem in die Regionalliga Süd ab, wo er noch ein weiteres Spiel absolvierte und dann den Vertrag auflöste. 

## Erfolge
- Kamerunischer Pokalsieger: 1991
- Afrika-Cup-Sieger: 2000

## Sonstiges
Er ist der Onkel von Francis, Nicole und Sylvie Banecki.